# Elida (namn)
Elida eller Ellida är ett nordiskt kvinnonamn, ursprungligen Ellidhi som betyder den snabbt seglande. Det äldsta belägget i Sverige är ifrån år 1822.
Den 31 december 2014 fanns det totalt 980 kvinnor folkbokförda i Sverige med namnet Elida eller Ellida, varav 195 bar det som tilltalsnamn.
Namnsdag i Sverige: Saknas (1986-1992: 16 november; 1993-2000: 14 september). I den finlandssvenska namnsdagslängden hade Ellida namnsdag 8 oktober 1929–1949.